# Andrew J. West
Andrew James West (Merrillville, 22 novembre 1983) è un attore statunitense.

## Biografia e carriera
Andrew James West è nato il 22 novembre 1983 a Merriville, negli Stati Uniti. Ha iniziato a lavorare nel 2006, apparendo in episodi di serie famose come Bones, Nip/Tuck, CSI: NY e Castle. Uno dei primi ruoli che ha reso famoso West è stato quello nella celebre comedy drama della ABC Greek - La confraternita. Qui Andrew ha conosciuto l'attrice Amber Stevens. I due, dopo essersi frequentati per diversi anni, si sono sposati il 5 dicembre 2014 a Los Angeles. La svolta però arriva grazie alla serie televisiva The Walking Dead: alla fine della quarta stagione, l'attore viene scelto per interpretare la parte di Gareth. Finita la sua esperienza con The Walking Dead, nel 2015 recita in alcuni episodi di Under the Dome, la serie ispirata al romanzo di Stephen King. Nel 2016 West viene scelto proprio da Adam Horowitz e Edward Kitsis per un ruolo principale nella loro serie televisiva Dead of Summer. E infine, nei primi mesi del 2017 viene scelto per interpretare Henry Mills nel finale della sesta stagione della serie televisiva fantasy C'era una volta. Inizialmente non era stato reso noto il suo ruolo, ma i fan avevano già indovinato chi avrebbe interpretato l'attore. West viene promosso nel cast principale dell'ultima stagione della serie, insieme a Lana Parrilla, Robert Carlyle e Colin O'Donoghue.

## Filmografia

### Cinema
- Bipolar, regia di Jean Veber (2014)
- Nightmare Code, regia di Mark Netter (2014)
- Walter, regia di Anna Mastro (2015)
- Rebirth, regia di Karl Mueller (2016)
- Middle Man, regia di Ned Crowley (2016)

### Televisione
- Privileged – serie TV, 4 episodi (2008-2009)
- Rockville CA – serie web, 19 episodi (2009)
- Greek - La confraternita (Greek) – serie TV, 12 episodi (2009-2010)
- Bones – serie TV, episodio 5x06 (2009)
- Ghost Whisperer - Presenze (Ghost Whisperer) – serie TV, episodio 5x10 (2009)
- Nip/Tuck – serie TV, episodio 6x11 (2010)
- CSI: NY – serie TV, episodio 6x21 (2010)
- Dark Blue – serie TV, episodio 2x02 (2010)
- CSI - Scena del crimine (CSI: Crime Scene Investigation) – serie TV, episodio 11x07 (2010)
- $#*! My Dad Says – serie TV, episodio 1x11 (2010)
- Body of Proof – serie TV, episodio 2x09 (2011)
- Castle – serie TV, episodio 5x07 (2012)
- Suburgatory – serie TV, episodio 3x07 (2014)
- The Walking Dead – serie TV, 4 episodi (2014)
- Hot in Cleveland – serie TV, episodio 6x02 (2014)
- Justified – serie TV, episodio 6x10 (2015)
- Under the Dome – serie TV, episodi 3x04-3x05 (2015)
- Minority Report – serie TV, episodio 1x04 (2015)
- Dead of Summer – serie TV, 6 episodi (2016)
- C'era una volta (Once Upon a Time) – serie TV, 24 episodi (2017-2018)
- Promised Land – serie TV, 6 episodi (2022)

## Doppiatori italiani
Nelle versioni in italiano delle opere in cui ha recitato, Andrew West è stato doppiato da:
- Andrea Mete in Greek - La confraternita, Body of Proof, Castle
- Alessandro Rigotti in CSI: NY, Nip/Tuck
- Gabriele Lopez in The Walking Dead, Minority Report
- Marco Vivio in Ghost Whisperer - Presenze
- Marco Bassetti in Bones
- Stefano Crescentini in Suburgatory
- Ezio Conenna in Justified
- Gabriele Sabatini in Under the Dome
- Luca Mannocci in C'era una volta
- Emiliano Coltorti in Magnum P.I.